# 前1390年代
| 千纪： | 前2千纪 |
| 世纪： | 前15世纪 \| 前14世纪 \| 前13世纪                                                                                     |
| 年代： | 前1420年代 \| 前1410年代 \| 前1400年代 \| 前1390年代 \| 前1380年代 \| 前1370年代 \| 前1360年代                       |
| 年份： | 前1399年 \| 前1398年 \| 前1397年 \| 前1396年 \| 前1395年 \| 前1394年 \| 前1393年 \| 前1392年 \| 前1391年 \| 前1390年 |

## 重要事件及趋势
- 前1397年，统治的40年的雅典国王潘狄翁一世去世，他的儿子埃瑞克修斯即位。
- 约前1390年，埃及第十八王朝阿蒙霍特普三世开始统治。
- 前1393年，摩西出生。

## 重要人物
- 阿蒙霍特普二世、图特摩斯四世、阿蒙霍特普三世，古埃及第十八王朝法老
- 图特哈里一世、阿尔努万一世，赫梯国王
- 亚述贝尔尼谢舒、亚述里姆尼谢舒、亚述纳迪纳赫二世，亚述国王
- 潘狄翁一世、埃瑞克修斯，雅典国王
- 祖辛，商朝国王